# Elin Danielson-Gambogi

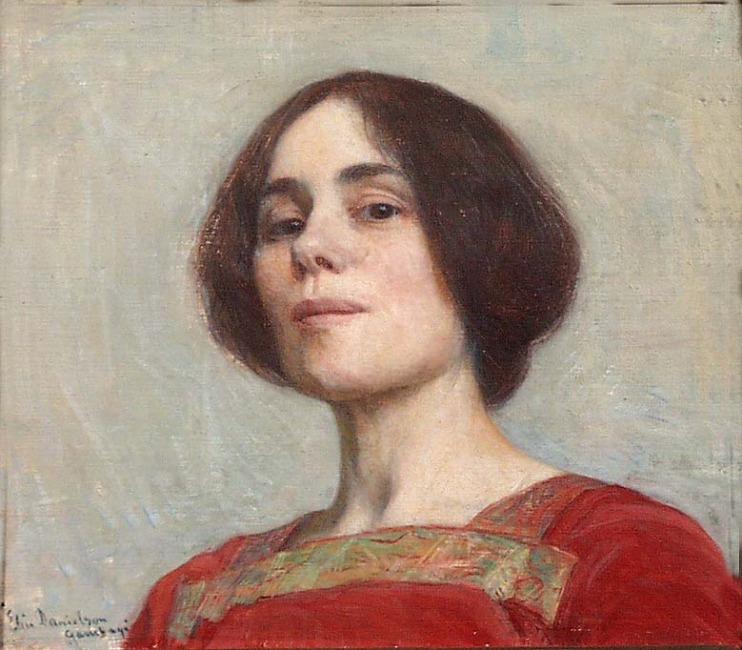
Elin Danielson-Gambogi: Selbstporträt, 1903

Elin Kleopatra Danielson-Gambogi (* 3. September 1861 in Noormarkku; † 31. Dezember 1919 in Livorno) war eine finnlandschwedische Malerin, die vornehmlich für realistische Porträts bekannt wurde. Sie gehörte mit Helene Schjerfbeck zur ersten Generation finnischer Künstlerinnen, die eine akademische Ausbildung besaßen.

## Leben
Danielson-Gambogis Familie hatte schwedische Wurzeln. Ihre Eltern waren Karl Emil Danielson und Rosa Amalia Gestrin. Der Vater verübte 1871 Selbstmord und hinterließ die Familie in finanzieller Not. Die Mutter konnte nur mit Hilfe ihres Bruders die Ausbildung der Tochter ermöglichen.
Ab dem 15. Lebensjahr studierte sie bildende Kunst an der Kunstakademie in Helsinki. 1883 ging sie nach Paris, wo sie an der Académie Colarossi unter anderem bei Raphaël Collin studierte. Die Sommermonate verbrachte sie jeweils in der Bretagne. Einige Jahre später kehrte sie nach Finnland zurück, wo sie mit ihrer Familie in Noormarkku und Pori lebte. 1881 eröffnete sie in Noormarkku ihr eigenes Atelier. Von 1880 bis 1890 arbeitete sie als Lehrerin an verschiedenen Kunstschulen in Finnland und lebte zwischenzeitlich, von 1886 bis 1892, in der finnischen Künstlerkolonie Önningeby. 1895 erhielt sie ein Stipendium in Florenz. Sie heiratete den italienischen Maler Raffaello Gambogi (1874–1943). Das Paar hatte mehrere gemeinsame Ausstellungen, unter anderem bei der Pariser Weltausstellung 1900.
1919 erkrankte sie schwer an einer Lungenentzündung, der sie schließlich erlag. Sie wurde in Livorno beigesetzt.

## Werke

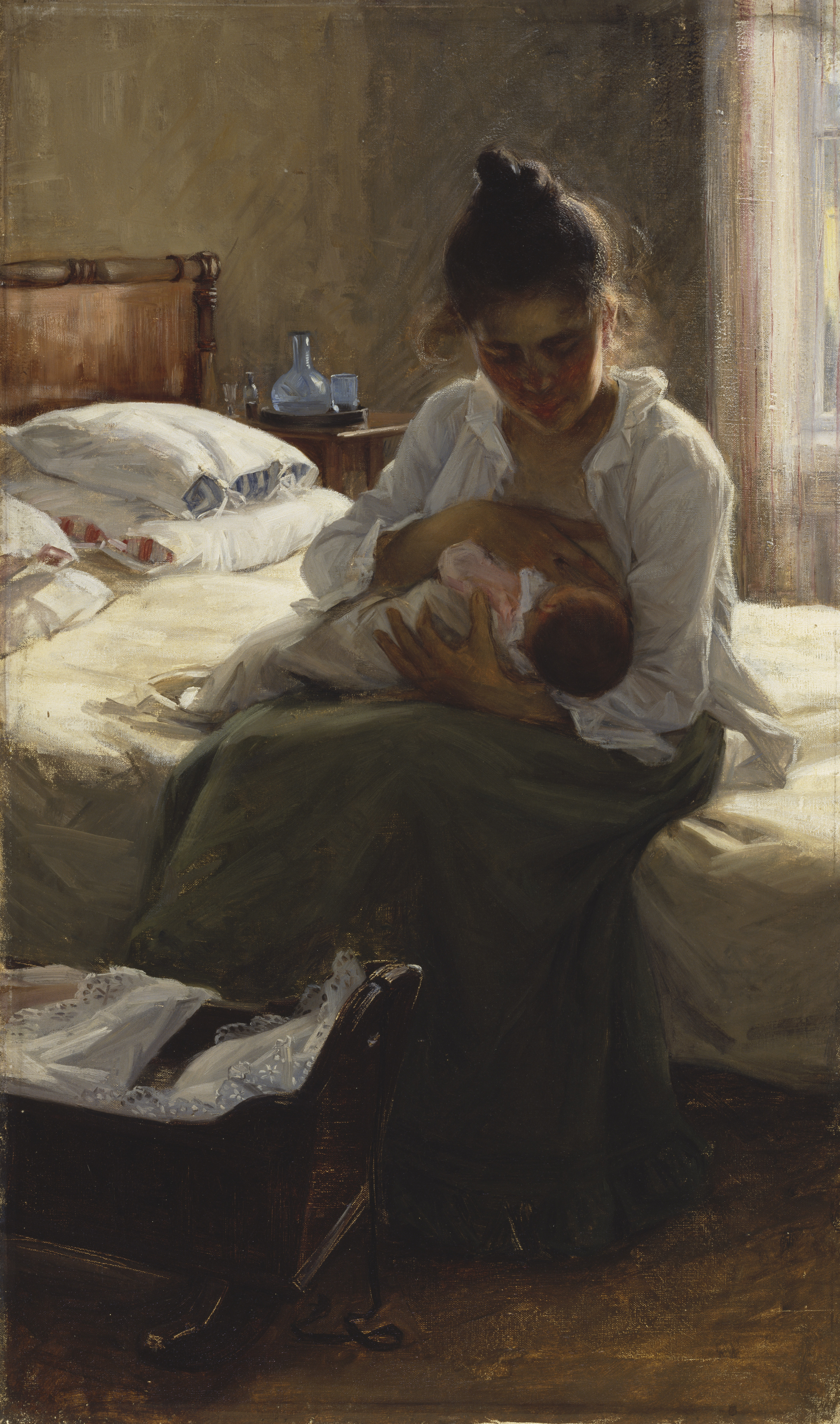
Mutterschaft, 1893
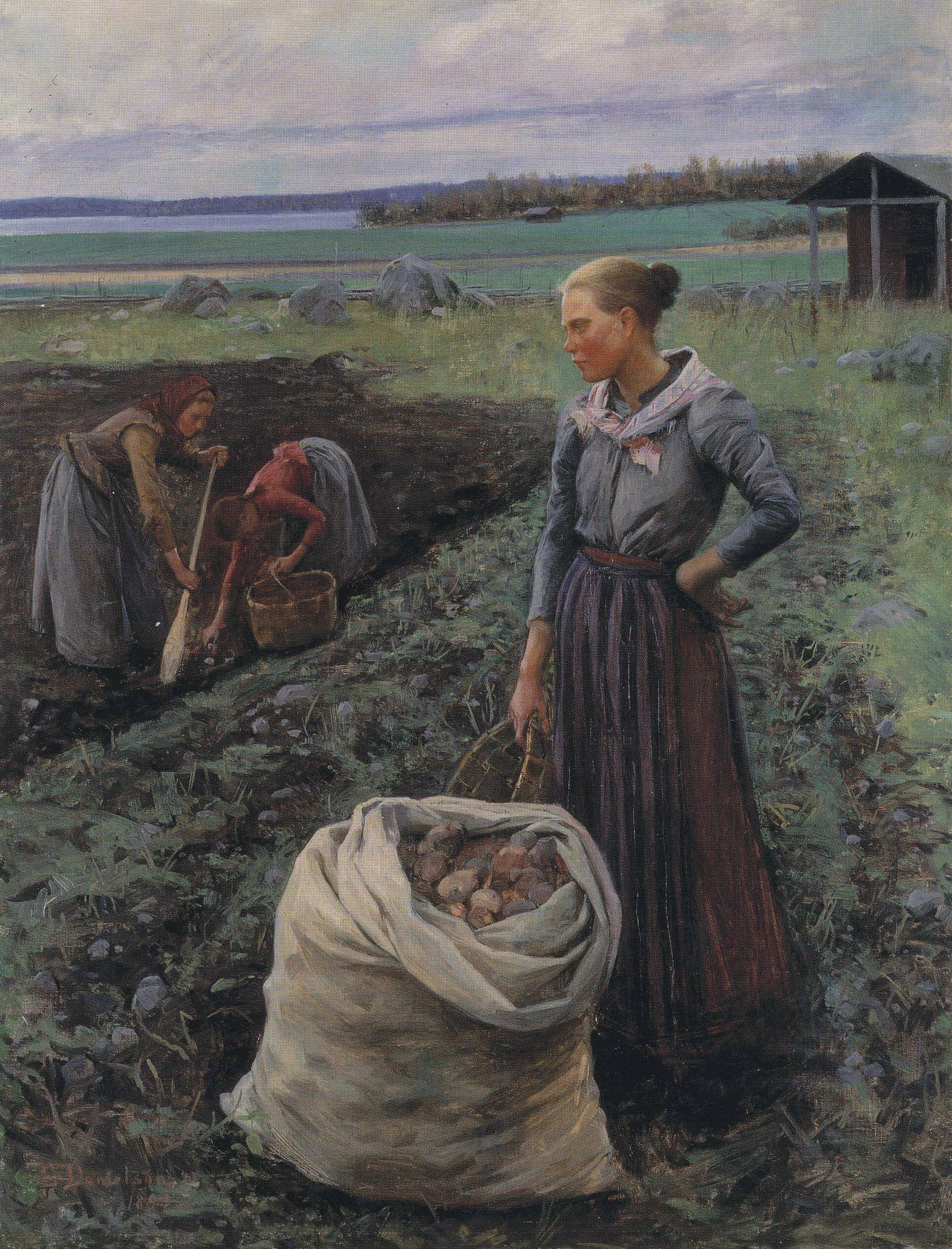
Kartoffelernte, 1893
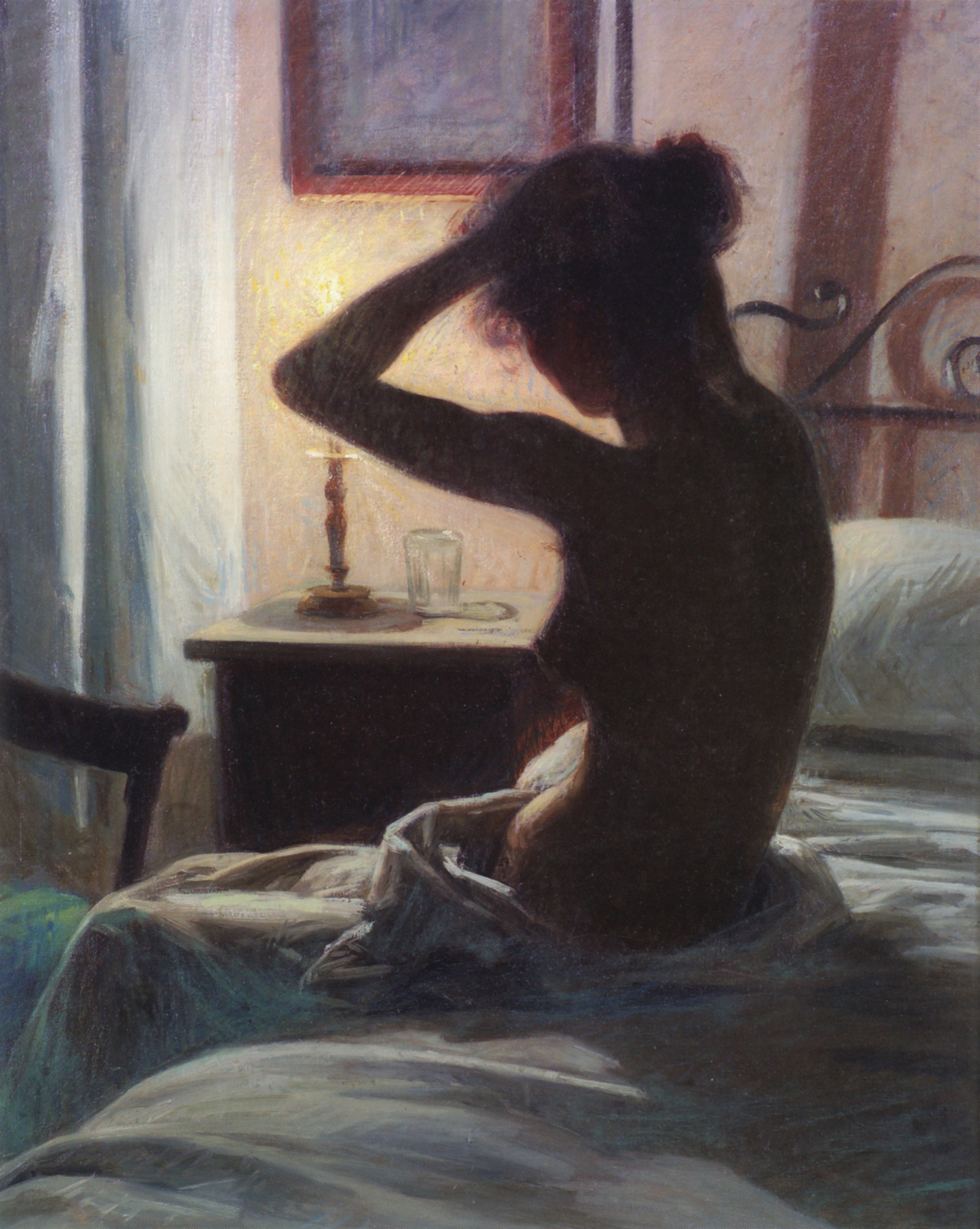
Zu Bett, 1897
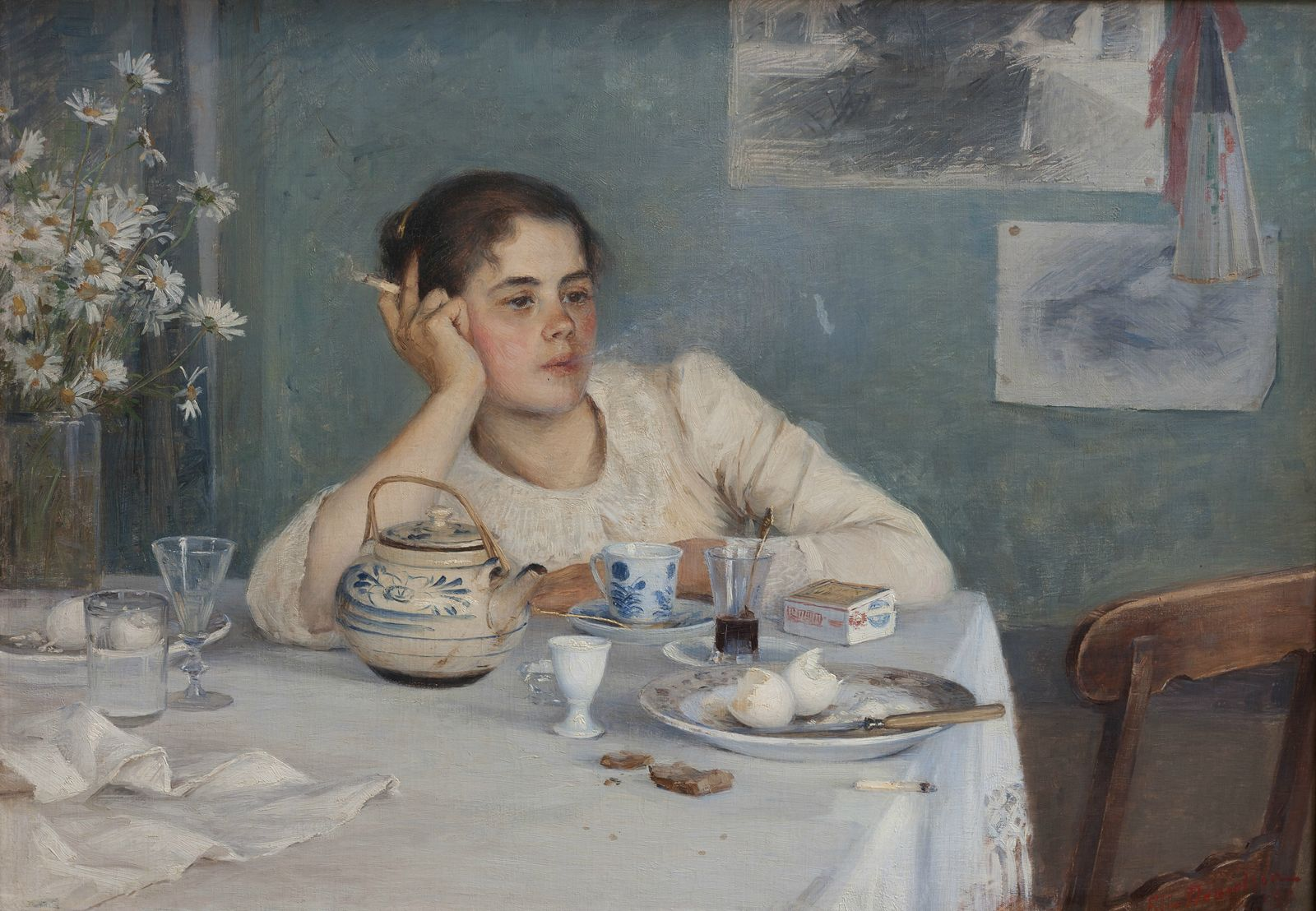
Nach dem Frühstück, 1890
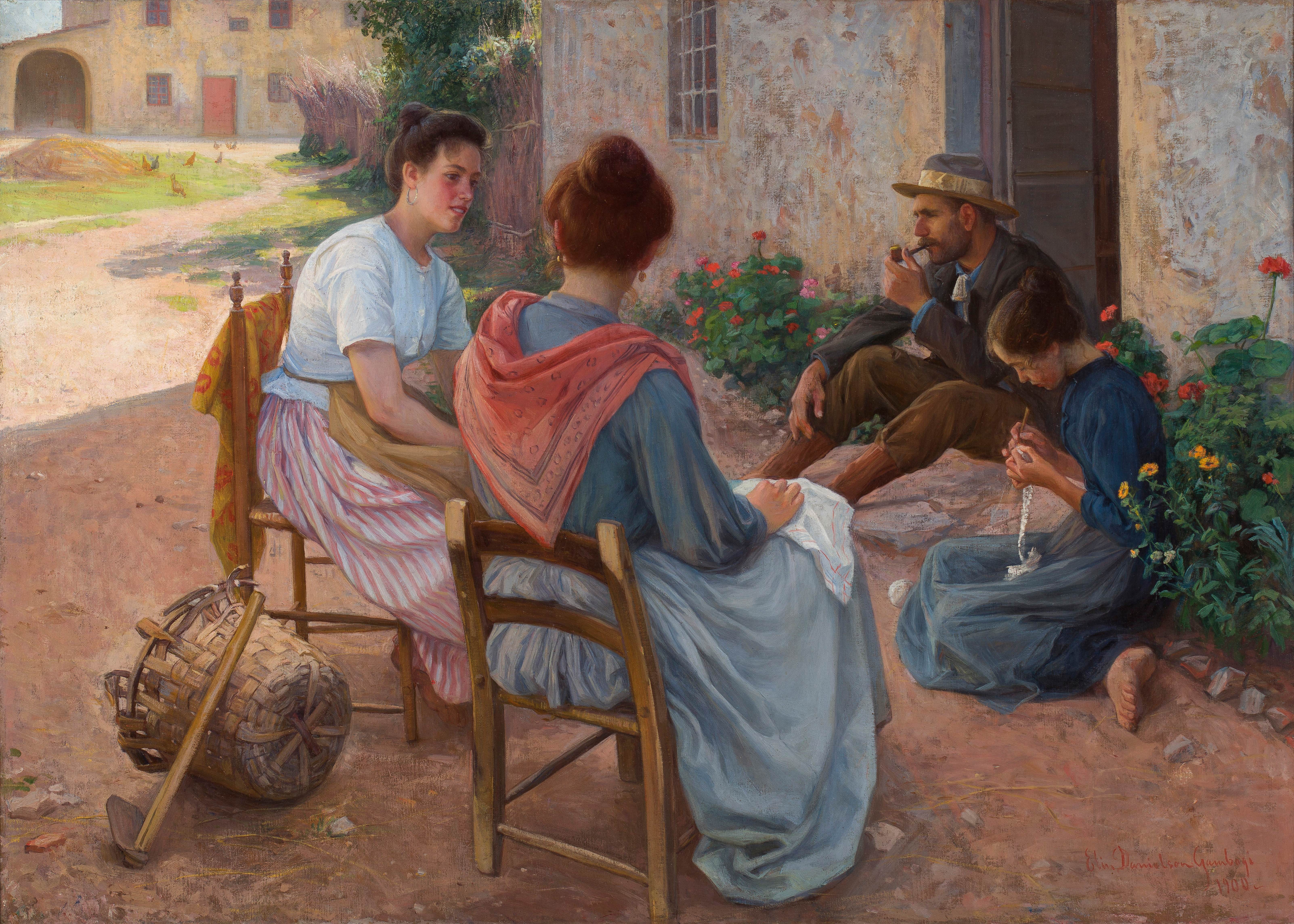
Italienische Familie, 1900